# Eva Christina Barckenbom
Eva Christina Barckenbom, född 6 april 1765 på Kvissberg i Vinnerstads socken, Östergötland, död 16 maj 1844 i Linköping, var en svensk miniatyrmålare.
Hon var dotter till löjtnanten Carl Lorentz Wenell och Gustava Johanna von Gardemein och från 1788 gift med häradshövding Henrik Samuel Barckenbom.